# 동네변호사 조들호
동네변호사 조들호는 네이버에서 해츨링(김양수)이 매주 목요일에 연재하는 웹툰이다. 대부분의 에피소드가 실제 사건을 모델로 하거나 법령의 내용을 참조한 법정물이다.
본 웹툰이 KBS 드라마본부 측에서, 월화미니시리즈로 편성이 확정되어, 2016년 3월 28일에 방영을 개시하였다.

## 등장인물
- 조들호
- 황이라
- 최루나
- 피터 최

## 만화에서 언급되는 주요 사건과 법률

### 사건

#### 시즌 1
- 국립대학교 기성회비 반환 청구 소송
- 젠트리피케이션

#### 시즌 2
- 가습기 살균제 사건
- 한진해운 사건

### 법률

#### 시즌 1
- 동물보호법
- 상가건물임대차보호법

#### 시즌 2
- 방송법 제85조 2항 (일명 JYJ법)
- 부정청탁 및 금품등 수수의 금지에 관한 법률

## 유명 대사
- "기업이라는 곳은 돈 버는 곳이 아닙니다."